# Peter Paige (judoka)
Peter Ranken Paige (ur. 1 marca 1939) – australijski judoka. Olimpijczyk z Tokio 1964, gdzie zajął siedemnaste miejsce w wadze średniej.
Mistrz Australii w 1964 i drugi w 1963 roku.

## Letnie Igrzyska Olimpijskie 1964
| Konkurencja | Eliminacje                  | Eliminacje            | Klas. końcowa |
| Konkurencja | Przeciwnik I                | Przeciwnik II         | Miejsce       |
| ----------- | --------------------------- | --------------------- | ------------- |
| -80 kg      | Gabriel Goldschmied (MEX) P | James Bregman (USA) P | 17.           |